# Fight (álbum)
Fight es el octavo álbum de estudio de la cantante alemana Doro Pesch. Fue lanzado en el año 2002 por el sello SPV/Steamhammer.
Fight alcanzó la posición No. 18 en las listas de éxitos alemanas.

## Lista de canciones
| N.º | Título                      | Escritor(es)                               | Duración |  |
| 1.  | «Fight»                     | Joe Taylor, Nick Douglas, Doro, Johnny Dee | 4:09     |  |
| 2.  | «Always Live to Win»        | Pesch, Chris Lietz                         | 3:01     |  |
| 3.  | «Descent»                   | Taylor, Pesch                              | 4:02     |  |
| 4.  | «Salvaje»                   | Jean Beauvoir, Pesch, Puri                 | 2:47     |  |
| 5.  | «Undying»                   | Pesch, Gary Scruggs                        | 4:06     |  |
| 6.  | «Legends Never Die»         | Micki Free, Adam Mitchell, Gene Simmons    | 5:21     |  |
| 7.  | «Rock Before We Bleed»      | Pesch, Lietz                               | 4:22     |  |
| 8.  | «Sister Darkness»           | Beauvoir, Taylor, Pesch, Douglas, Dee      | 4:46     |  |
| 9.  | «Wild Heart»                | Russ Ballard, Pesch, Chris Winter          | 4:32     |  |
| 10. | «Fight by Your Side»        | Pesch, Scruggs                             | 3:49     |  |
| 11. | «Chained»                   | Pesch, Scruggs                             | 4:15     |  |
| 12. | «Hoffnung (Hope)»           | Bruhn, Pesch, Heike Jäger                  | 4:37     |  |
| 13. | «Song for Me» (Bonus track) | Scruggs                                    | 4:31     |  |

## Personal
- Doro - voz
- Nick Douglas - bajo
- Joe Taylor - guitarra
- Johnny Dee - batería
- Oliver Palotai - teclados, guitarra
- Peter Steele - voz en "Descent"
- Chris Caffery - guitarra
- Jean Beauvoir - guitarra
- Russ Ballard - guitarra
- Chris Winter - teclados